# Mylo Xyloto (cómics)
Mylo Xyloto es una serie de cómics creada por la banda de rock británica Coldplay y el cineasta Mark Osborne. Se relaciona con (y cuenta la historia de) el álbum de Coldplay, Mylo Xyloto.

## Historial de publicaciones
El 10 de julio de 2012, el sitio web de Coldplay anunció un cómic de seis partes de Mylo Xyloto, que se lanzaría en la Comic-Con de esa semana. Publicado por Bongo Comics, el relato sigue la historia de Mylo, un 'Silenciador' que, en palabras del coguionista Mark Osborne (cineasta), es parte de "una guerra contra el sonido y el color". Junto a Osborne, Dylan Haggerty también escribe el cómic (a partir del segundo número) con arte de Alejandro Fuentes.

## Personajes principales
- Mylo: es un Silenciador desilusionado (miembro de la policía secreta de Silencia) que se une a los rebeldes después de tocar uno de los grafitis musicales de los Sparkers.
- Rex: es un Silenciador compañero de Mylo que se consagra a su trabajo y a la lucha contra los Sparkers.
- Major Minus: es el representante de los Irdok en Silencia y la cara pública del gobierno de los Irdok.También es el funcionario Irdok que supervisa a los Silenciadores. Aparece regularmente en Hypnofeed en el programa Myles of Smiles y publica propagana sobre Sparkers y el color.
- Fly: es la líder de los Sparkers y el interés romático de Mylo. Ella representa una amenaza tan importante para Major Minus que él ofrece Hypnofeed gratis a quien la atrape.

## Sinopsis
En el mundo de Silencia, una especia conocida como los Irdok gobierna sobre los silencianos en un estado policial distópico. Tienen una fuerza de policía militar reclutada entre los silencianos, conocida como los Silenciadores, a los que se enseña a hacer a hacer cumplir la ley de los Irdok, que se conoce como Gestión de Nivel Cromático y Acústico (CALM, por sus siglas en inglés). Los Irdok defienden su política de CALM hablando de una "Gran Guerra del Color" que dio lugar a una especie conocida como los Comedores, de la que los Irdok protegen a los Silencianos. Para compensar la falta de color y sonido en su mundo, los silencianos utilizan una herramienta llamada Hypnofeed, que los alimenta constantemente con estímulos visuales y, aparentemente, sonoros. Sin embargo, Major Minus tiene el problema de la rebelión continua de un sector de la población conocido como los Sparkers, que crean Sparks (grafitis musicales de colores) para despertar a la población del Hypnofeed.